# Forestiera angustifolia
Forestiera angustifolia är en syrenväxtart som beskrevs av John Torrey. Forestiera angustifolia ingår i släktet Forestiera och familjen syrenväxter. Inga underarter finns listade i Catalogue of Life.

## Bildgalleri

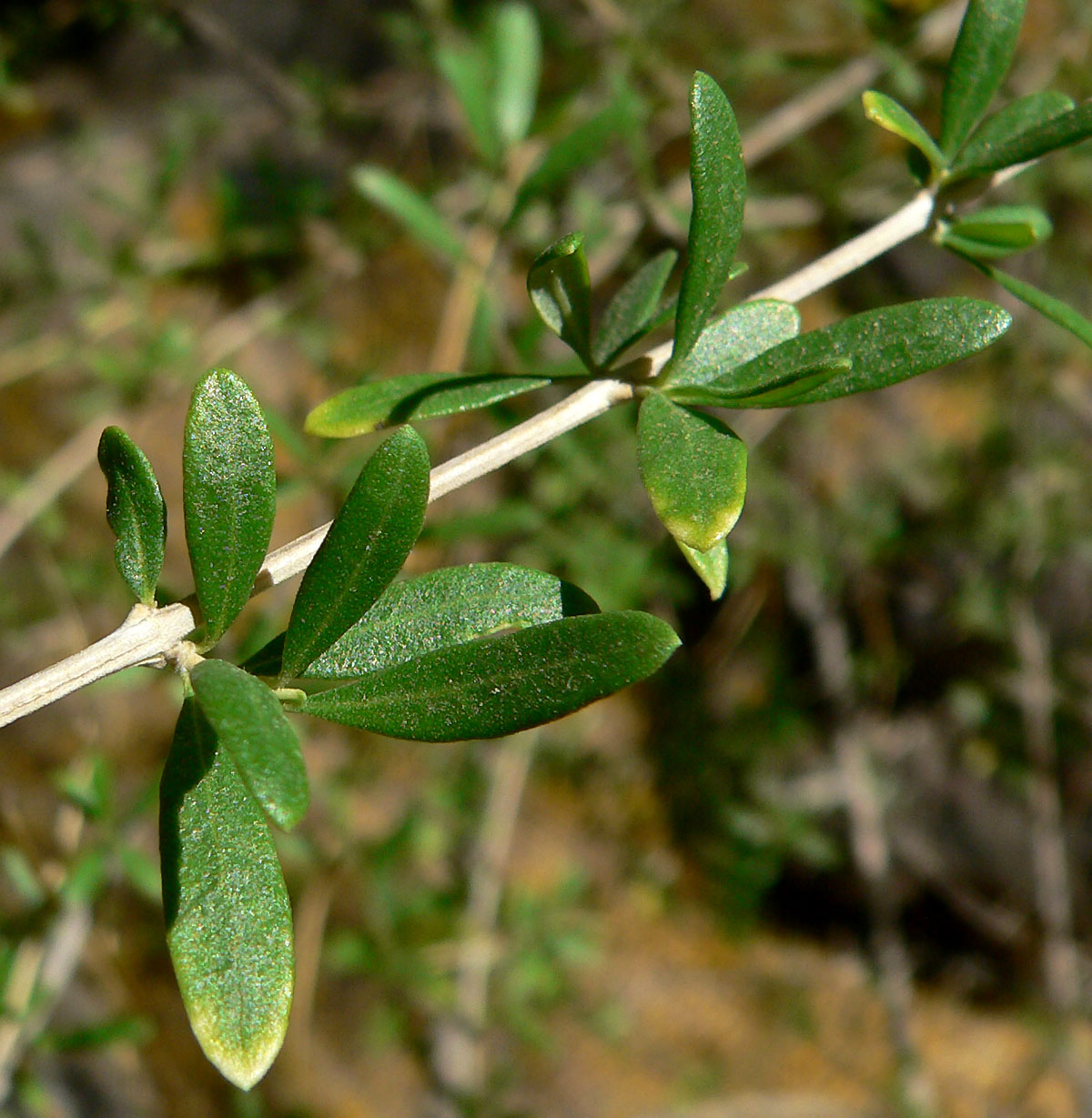